# Iwan Petrowitsch Witali

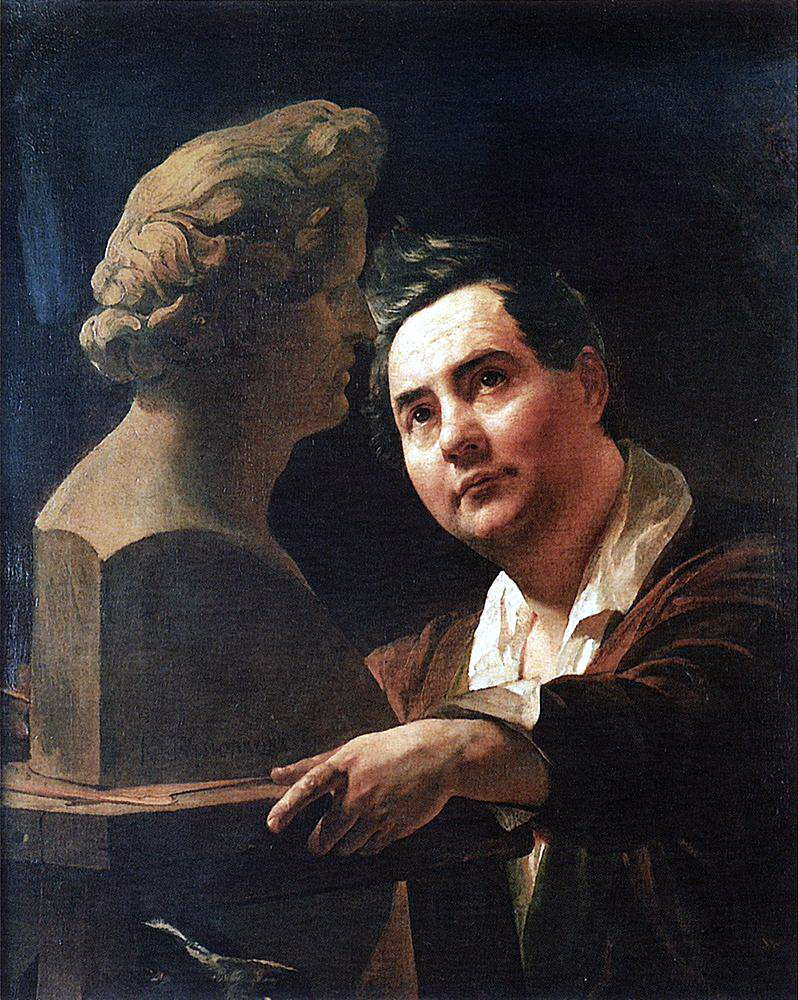
Iwan Petrowitsch Witali (Karl Brjullow, 1837)

Giovanni Iwan Petrowitsch Witali (russisch Джованни Иван Петрович Витали; * 1794 in St. Petersburg; † 5. Julijul. / 17. Juli 1855greg. ebenda) war ein russischer Bildhauer und Hochschullehrer.

## Leben
Witali war der Sohn des Bildhauers Pietro Vitali und lernte bei seinem Vater. 1806–1818 war er Gasthörer der Kaiserlichen Akademie der Künste. Er studierte bei den Brüdern Triscornia in deren St. Petersburger Atelier, bei I. T. Timofejew und bei Iwan Petrowitsch Martos.

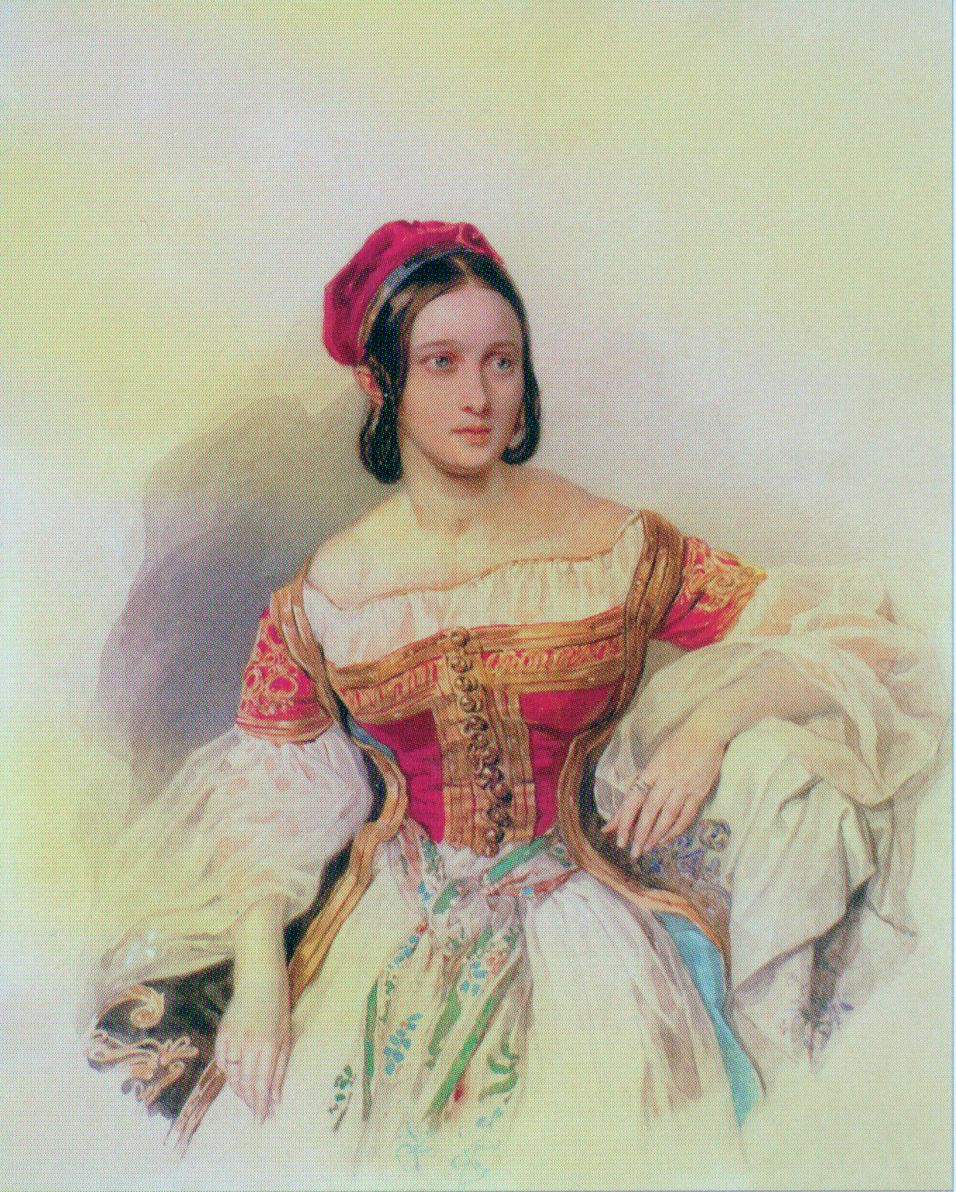
Adelaida Ossipowna Witali (P. F. Sokolow, 1838, Tretjakow-Galerie)

1818 ging Witali nach Moskau und eröffnete ein eigenes Atelier, für das es nach dem Brand von Moskau 1812 genügend Aufträge gab. Den von 1829 bis 1834 erbauten Moskauer Triumphbogen stattete er mit Skulpturen aus. 1830 wurde er für seine Büste Karl Brjullows von der Akademie der Künste als Freier Künstler anerkannt. 1840 ernannte ihn die Akademie zum Akademiker. Während einer Italien-Reise am Ende der 1830er Jahre hatte er das Bauernmädchen Adelaida kennengelernt und geheiratet.
1841 kehrte Witali nach St. Petersburg zurück und wurde 1842 zum Professor II. Klasse der Akademie der Künste ernannt. Zu seinen Schülern gehörten Wiktor Brodzki, Robert Salemann, Fjodor Kamenski, Alexander Beljajew und Nikolai Lawerezki.
Witali starb am 17. Juli 1855 in St. Petersburg und wurde auf dem lutherischen Teil des Wolkowo-Friedhofs begraben.

## Werke (Auswahl)

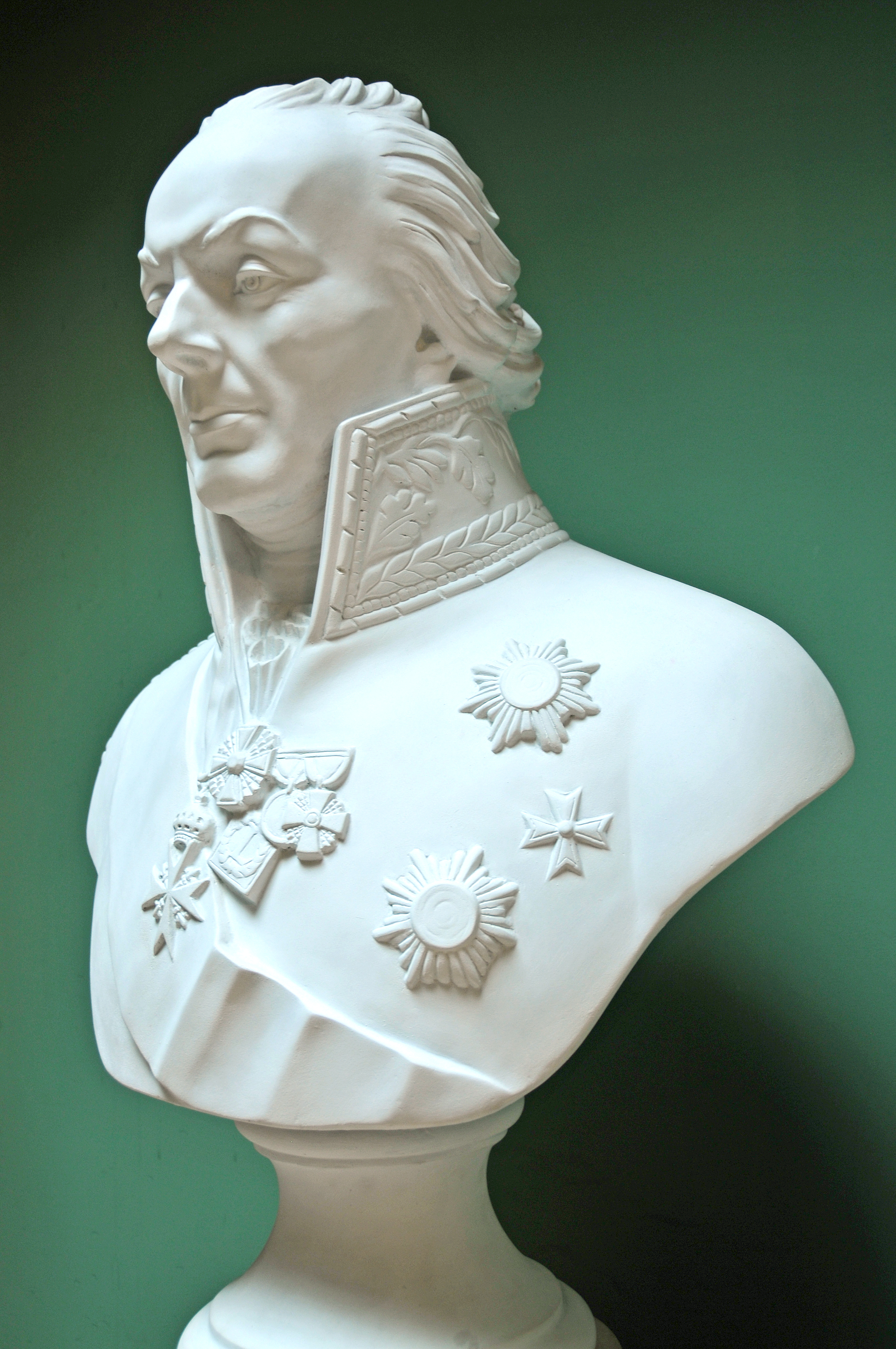
Fürst Nikolai Jussupow, Jussupow-Palais, St. Petersburg
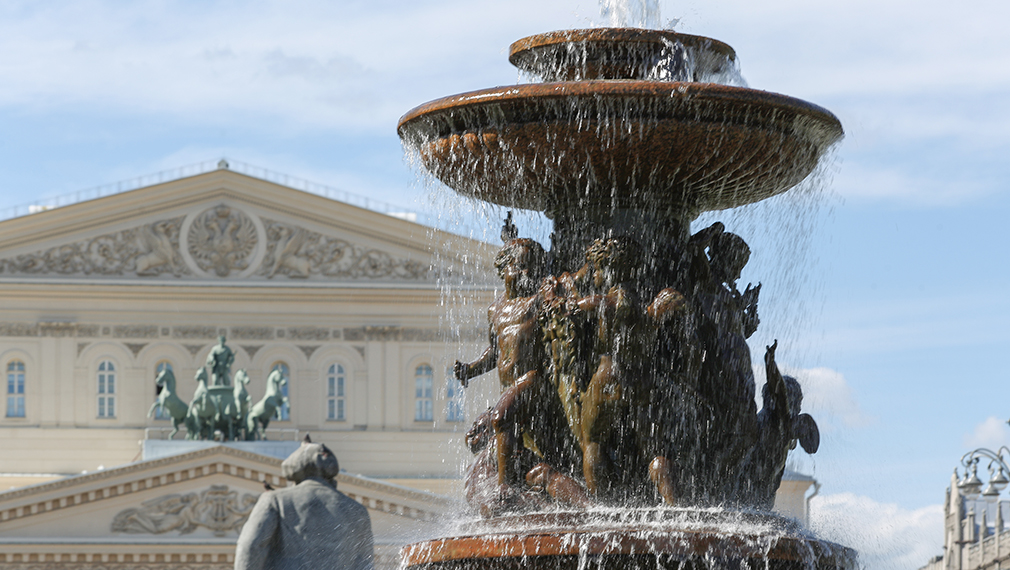
Petrowski-Brunnen (1835),[3] Theaterplatz, Moskau
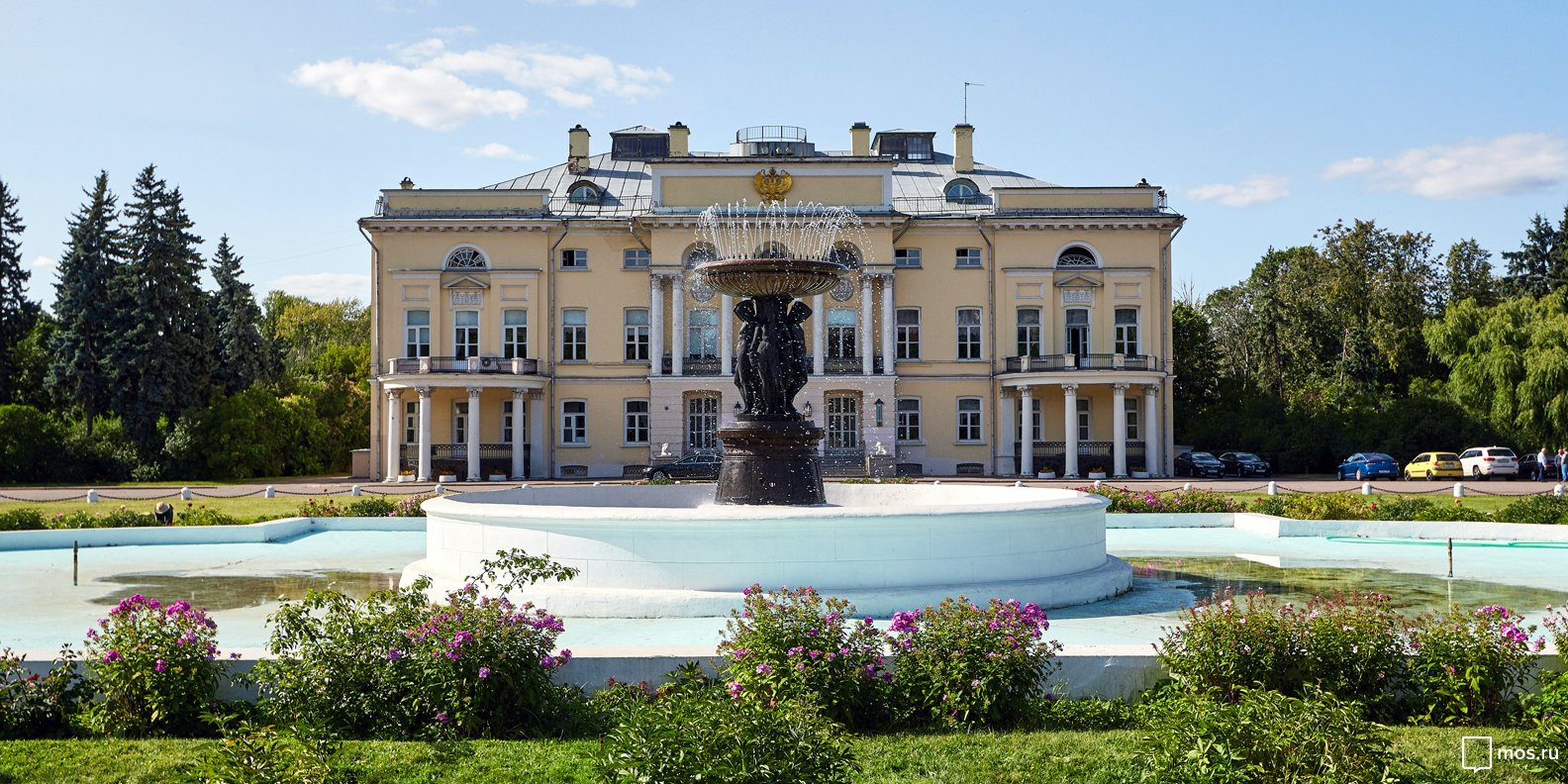
Nikolski-Brunnen (1835)[3] vor dem Alexander-Palais Fürst Nikita Trubezkois, Neskutschnoje, Moskau
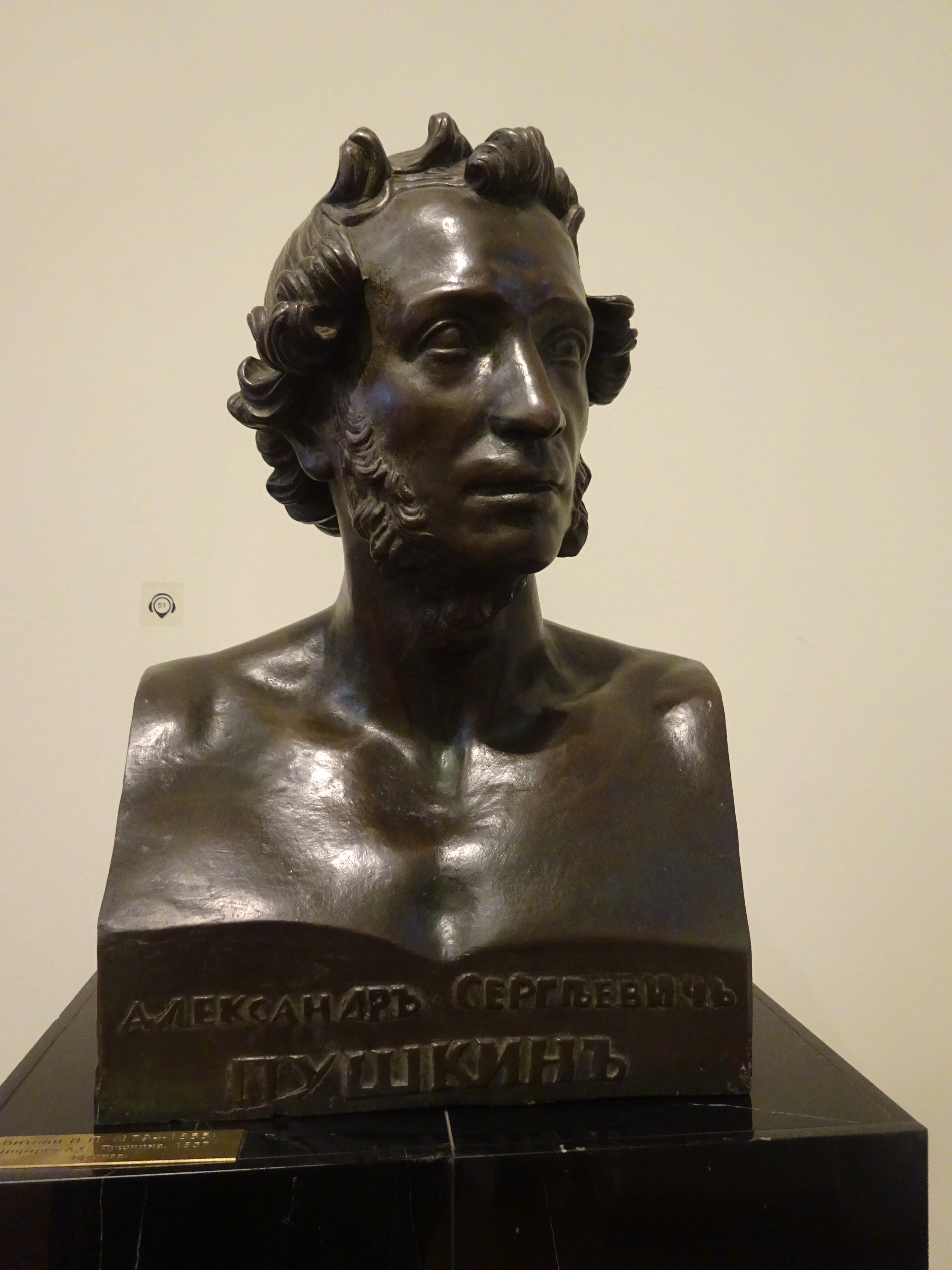
Alexander Puschkin (1837),[5] Radischtschew-Kunstmuseum Saratow
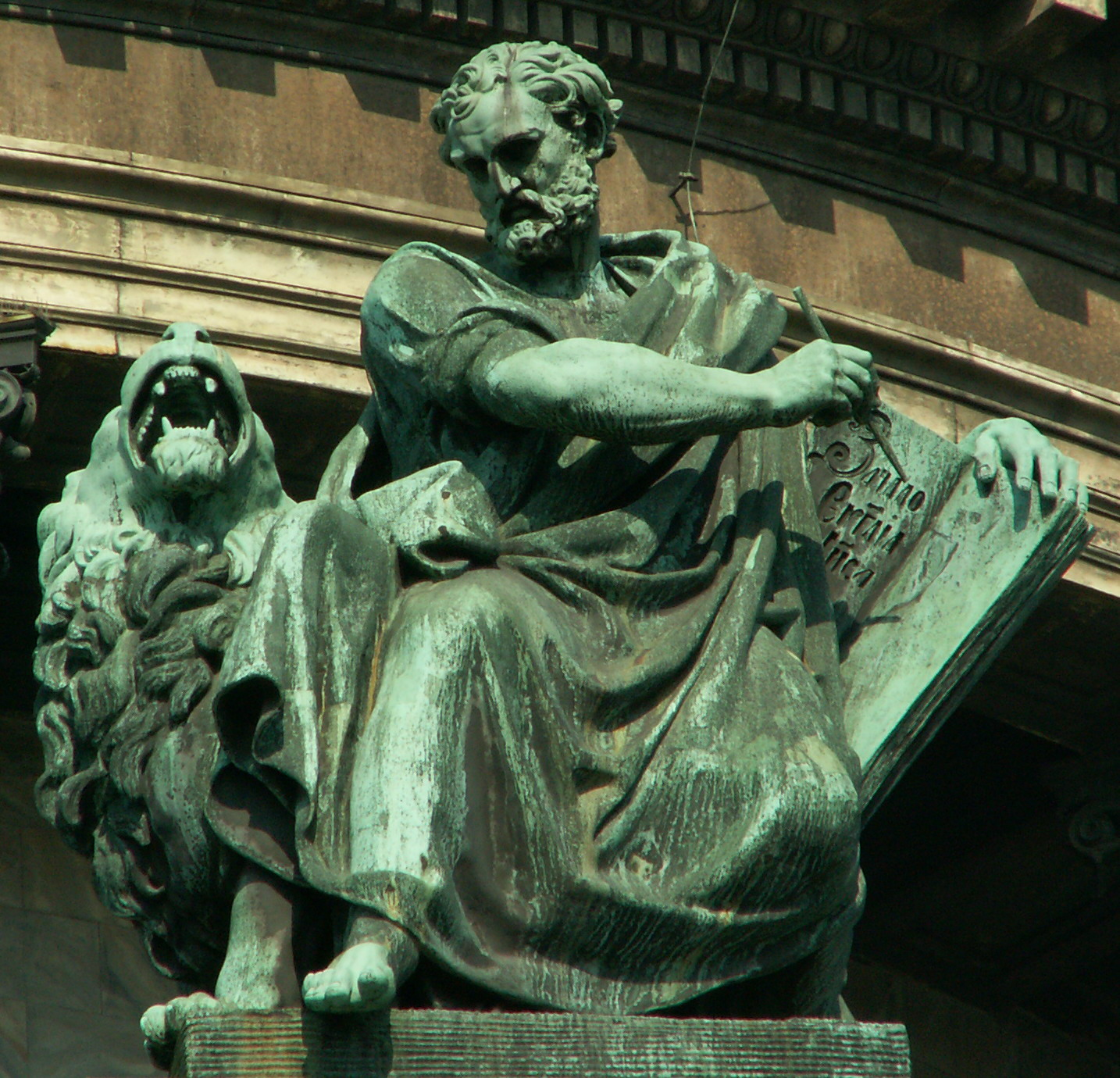
Evangelist Markus (etwa 1842),[3] Isaakskathedrale, St. Petersburg
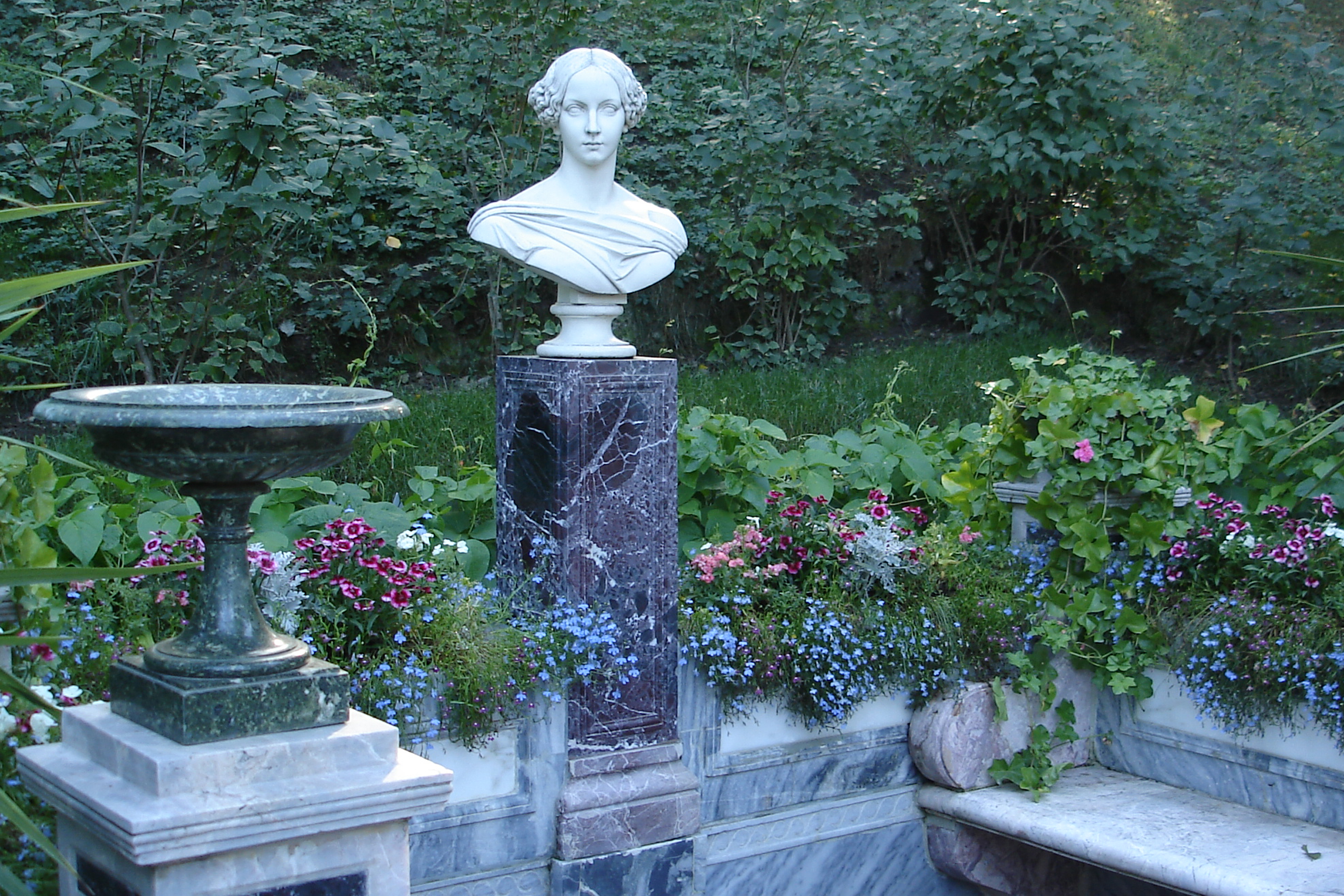
Großfürstin Alexandra Nikolajewna (1847, Architekt A. I. Stackenschneider),[2] Schloss Peterhof
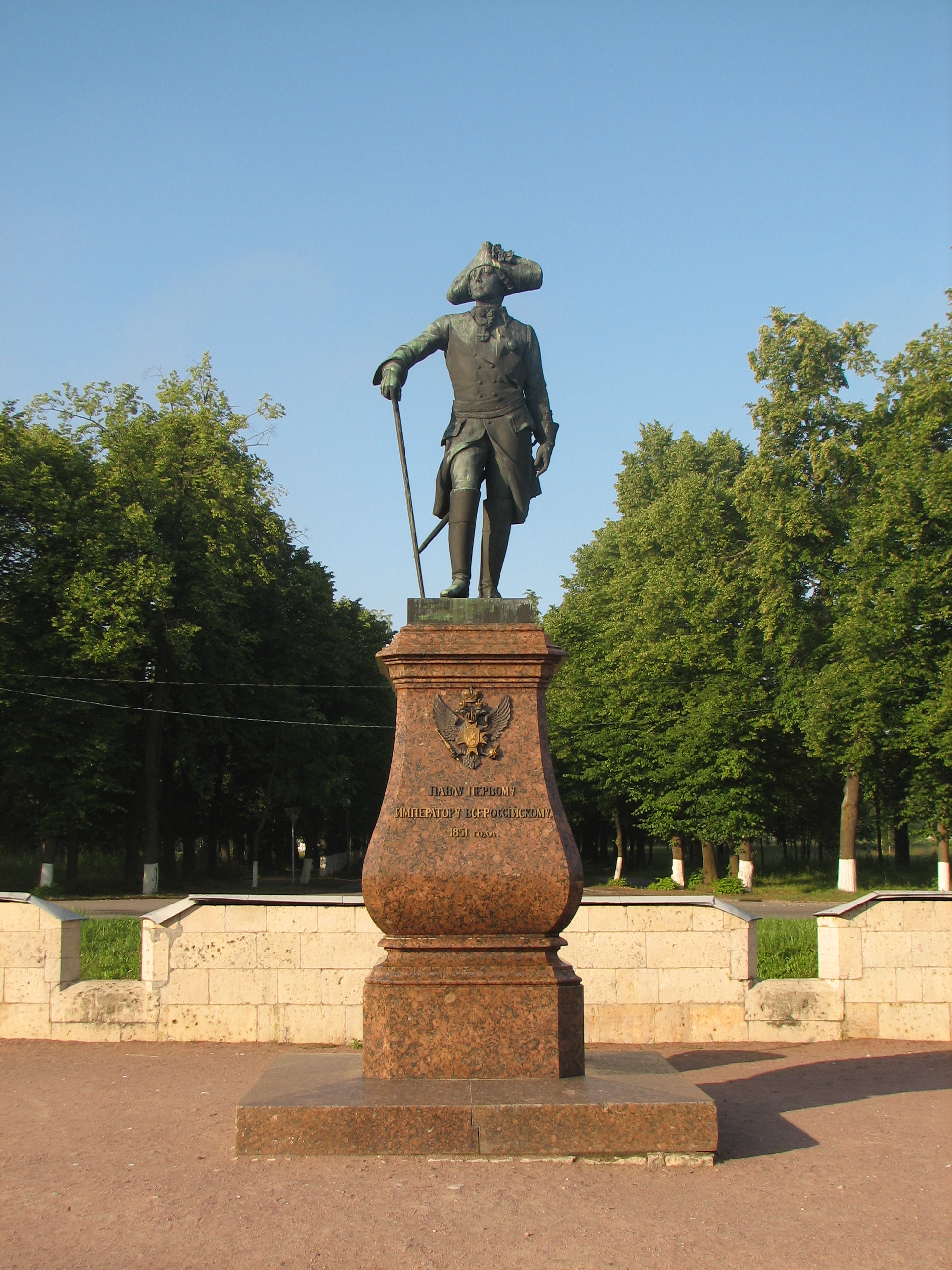
Paul I. (1851),[3] Gattschina
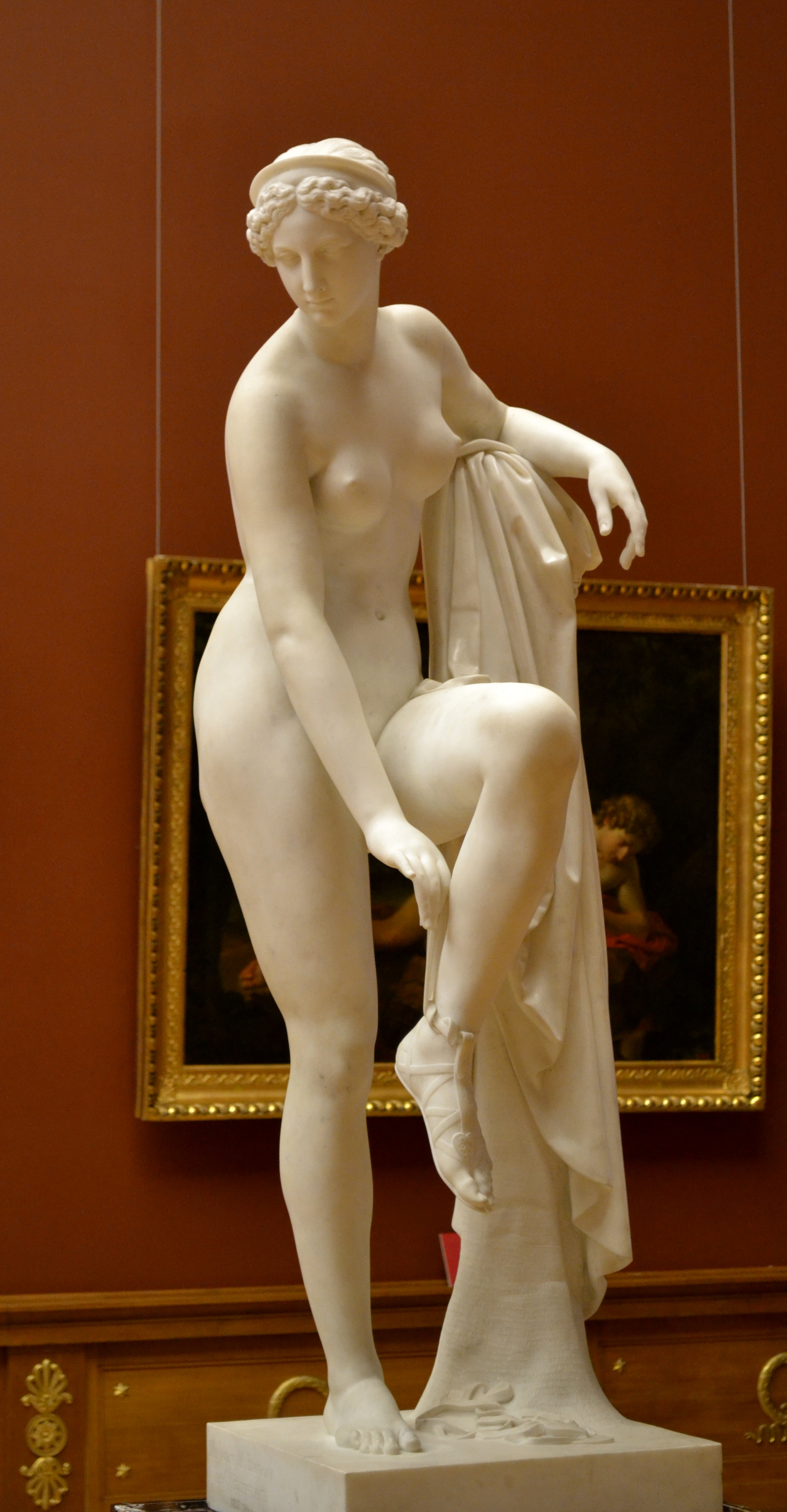
Venus (1852),[2] Russisches Museum